# Teston (Royaume-Uni)
Teston est une paroisse civile et un village du Kent, en Angleterre.